# Fuat Usta
Fuat Usta (ur. 3 lipca 1972) – holenderski piłkarz występujący na pozycji pomocnika.

## Kariera piłkarska
Od 1990 do 2006 roku występował w Fortuna Sittard, Beşiktaş JK, Cambuur, Sparta Rotterdam, Jokerit, MVV Maastricht i Omiya Ardija.